# Ye Shiwen
Ye Shiwen   (Hangzhou, 1 de març de 1996) és una nedadora xinesa que va obtenir dues medalles d'or als Jocs Olímpics de Londres 2012 en les proves de 200 i 400 metres combinat, obtenint en aquesta última el rècord mundial femení amb un temps de 4:28,43.

## Trajectòria

### Londres 2012
Durant els Jocs Olímpics de Londres 2012, Ye va aconseguir la millor marca de l'any en la tercera sèrie classificatòria dels 400 metres estils, amb un temps de 4:31,73. En la final, a més d'aconseguir la medalla d'or, va batre el rècord mundial femení de la disciplina, amb un temps de 4:28,43. Els últims 50 metres els va realitzar en 28,93 segons, sent més ràpida que el campió olímpic masculí, Ryan Lochte, que els va recórrer en 29,10 segons, encara que en el global va nedar 23 segons més lenta que el nord-americà.
En la prova de 200 metres estils, va accedir a la final amb el millor temps de les semifinals, 2:08,39 segons, aconseguint amb aquesta marca un nou rècord olímpic. En la final va aconseguir superar el registre de semifinals, penjant-se el seu segon or dels jocs, i fixant el rècord olímpic dels 200 metres estils en 2:07,57 segons.